# Улан-Батор
Ула́н-Ба́тор (монг. Улаанбаатар — «червоний богатир») — столиця та найбільше місто Монголії.

## Історія
Місто було засноване в 1639 році під назвою Оргоо (монг. «палац»; звідси походить назва «Урга», яку вживали в російській і європейській літературі до 1924) як буддистський монастир. З 2-ї половини 17 ст. було кочовою (з 1778 — осілою) резиденцією маньчжурського намісника і адміністративним центром Зовнішньої Монголії. З 1706 називалося Іх-Хурее (монг. «Великий монастир»), з 1911 — Нійслел-Хурее (монг. «Столичний монастир»). У 1924 було перейменоване на Улан-Батор.
Назва «Улан-Батор» означає монгольською мовою «Червоний богатир» (на честь Сухе-Батора).

## Адміністративний поділ і структура міста
Місто Улан-Батор з околицями утворює самостійну адміністративну одиницю (офіційна назва «Улсин нійслел» — «Столиця держави»), розділену на 9 районів (монг. дүүрэг); райони розділені на квартали-мікрорайони (монг. хороо). Територія, що знаходиться під адміністративним управлінням мерії Улан-Батору, включає, крім власне міста із забудовою міського типу (5-поверхові і 9-поверхові типові житлові будинки, будівлі різних установ і організацій, промислових, траспортних підприємств тощо), також виниклі після 1990 нові квартали забудови, що складаються з переважно одноповерхових житлових і господарських споруд, а також великої кількості юрт.
Основні райони (префектури) міста названі на честь гір, які оточують Улан-Батор:
- Баянзурх (територія 1244 км², населення 236 000)
- Сонгинохайрхан (територія 1201 км², населення 236 000)
- Чингелтей (територія 89 км², населення 140 000)
- Хан-Уул (територія 485 км², населення 99 000)
- Баянгол (територія 29,5 км², населення 75 000
- Сухе-Батор (територія 208 км², населення 133 000)

Окрім того, до складу Улан-Батора входять міста-супутники Налайх — 36 км від центру, 687 км², населення 29,5 тис., Багануур — територія 620 тисяч км² населення 28 тисяч, селище Багахангай — 90 км від центру, площа 140 км², населення 4,5 тис.
Нові квартали такої змішаної забудови утворюють «протуберанці» вздовж долин приток річки Туул, ближче до центру міста піднімаються на схили пагорбів. Так, довжина смуги забудови, що спускається з півночі до центру міста вздовж долини р. Селбе-Гол, становить близько 25 км. Нові райони сполучені з центром лініями маршрутного таксі. Останніми роками розвивається будівництво сучасних житлових і офісних будівель і комплексів, з'являються сучасні індивідуальні котеджі.
До складу території Улан-Батору входять передгір'я хребта Хентей, що піднімаються на висоту до 2181 м і обрамляють місто з півночі і сходу, а також відокремлений від цього хребта річкою Туул гірський масив Богд-Хан-Уул (2268 м), що є південним обрамленням міста.

### Площа Чингісхана

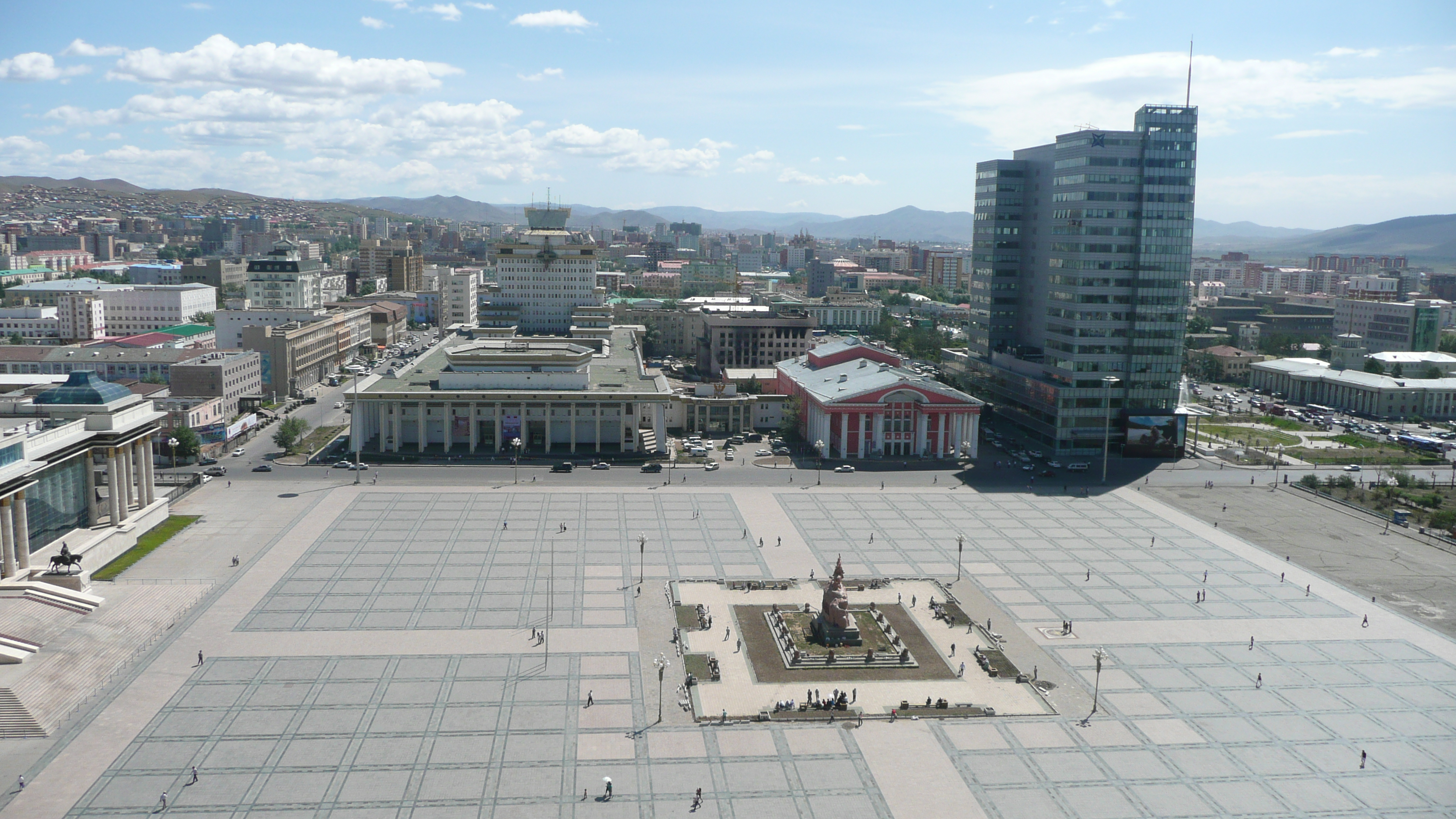
Площа Сухе-Батора

Центральна площа Улан-Батора названа іменем Чингісхана, раніше носила назву героя революції Сухе-Батора. 
1946 року в центрі площі було встановлено пам'ятник Сухе-Батору. До 1989 року на площі відбувались щорічні громадські та молодіжні демонстрації та військові паради, найбільший з яких було влаштовано на честь візиту Леоніда Брежнєва у 1966 році.
У 1990 році на площі проходили багатотисячні виступи і голодування, а на початку липня 2008 року — масові заворушення, які завершились людськими жертвами. У 2004—2006 році відбулась реконструкція площі, зокрема демонтовано мавзолей Сухе-Батора, з площі забрали асфальт, натомість виклали її гранітними плитами. 
2006 року завершена масштабна реконструкція Будинку уряду, в ході якої перед його фасадом було встановлено статую Чингісхана та його двох наближчих нукерів — Мухалі та Боорчу. А також двох великих ханів Монгольської імперії — Угедея та Хубілая. 
У 2013 році площу було офіційно перейменовано на площу Чингісхана.

## Символіка
Улан-Батор має власну символіку: герб та прапор. Герб Улан-Батора являє собою традиційний герб Богд Хана (теократичний та релігійний правитель Монголії з 1911 по 1924 рік) із зображенням птаха Хангарід. Символ на голові птаха Хангарід означає знання, права рука стискає ключ, котрий означає відчинені двері щастя для громадян, ліва рука стискає лотос — символ миру. У своїх лапах Хангарід стискає змію, що символізує знищення всіх ворогів. Прапор міста являє собою полотнище синього кольору, в центрі якого зображено птаха Хангарід. Пропорції прапора 1:1,5.

## Географія
Улан-Батор розташований в долині річки Туул, на висоті 1300—1350 м. Виділений у самостійну адміністративну одиницю.

## Клімат
| Клімат Улан-Батор                          | Клімат Улан-Батор | Клімат Улан-Батор | Клімат Улан-Батор | Клімат Улан-Батор | Клімат Улан-Батор | Клімат Улан-Батор | Клімат Улан-Батор | Клімат Улан-Батор | Клімат Улан-Батор | Клімат Улан-Батор | Клімат Улан-Батор | Клімат Улан-Батор | Клімат Улан-Батор |
| Показник                                   | Січ.              | Лют.              | Бер.              | Квіт.             | Трав.             | Черв.             | Лип.              | Серп.             | Вер.              | Жовт.             | Лист.             | Груд.             | Рік               |
| Абсолютний максимум, °C                    | −2,6              | 11,3              | 17,8              | 28,0              | 33,5              | 38,3              | 39,0              | 34,9              | 31,5              | 22,5              | 13,0              | 6,1               | 39,0              |
| Середній максимум, °C                      | −15,6             | −9,6              | −0,7              | 9,7               | 17,8              | 22,5              | 24,5              | 22,3              | 16,7              | 7,6               | −5                | −13,5             | 6,4               |
| Середня температура, °C                    | −21,6             | −16,6             | −7,4              | 2,0               | 10,1              | 15,7              | 18,2              | 16,0              | 9,6               | 0,5               | −11,9             | −19               | −0,4              |
| Середній мінімум, °C                       | −25,9             | −22,2             | −13,6             | −4,3              | 3,3               | 9,6               | 12,9              | 10,6              | 3,6               | −4,8              | −15,7             | −22,9             | −5,8              |
| Абсолютний мінімум, °C                     | −42,2             | −42,2             | −38,9             | −26,1             | −16,1             | −3,9              | −0,2              | −2,2              | −13,4             | −22               | −37               | −37,8             | −42,2             |
| Середня кількість сонячних годин на місяць | 179,1             | 204,8             | 265,2             | 262,5             | 299,3             | 269,0             | 249,3             | 258,3             | 245,7             | 227,5             | 177,4             | 156,4             | 2794,5            |
| Норма опадів, мм                           | 2                 | 3                 | 4                 | 10                | 21                | 46                | 64                | 70                | 27                | 10                | 6                 | 4                 | 267               |
| Днів з дощем                               | 0,1               | 0,03              | 0,2               | 2                 | 7                 | 13                | 16                | 14                | 8                 | 2                 | 0,2               | 0,2               | 63                |
| Днів зі снігом                             | 8                 | 7                 | 7                 | 7                 | 3                 | 0,3               | 0,2               | 0,4               | 2                 | 6                 | 8                 | 10                | 59                |
| Вологість повітря, %                       | 78                | 73                | 61                | 48                | 46                | 54                | 60                | 63                | 59                | 60                | 71                | 78                | 62                |
| ------------------------------------------ | ----------------- | ----------------- | ----------------- | ----------------- | ----------------- | ----------------- | ----------------- | ----------------- | ----------------- | ----------------- | ----------------- | ----------------- | ----------------- |

## Транспорт

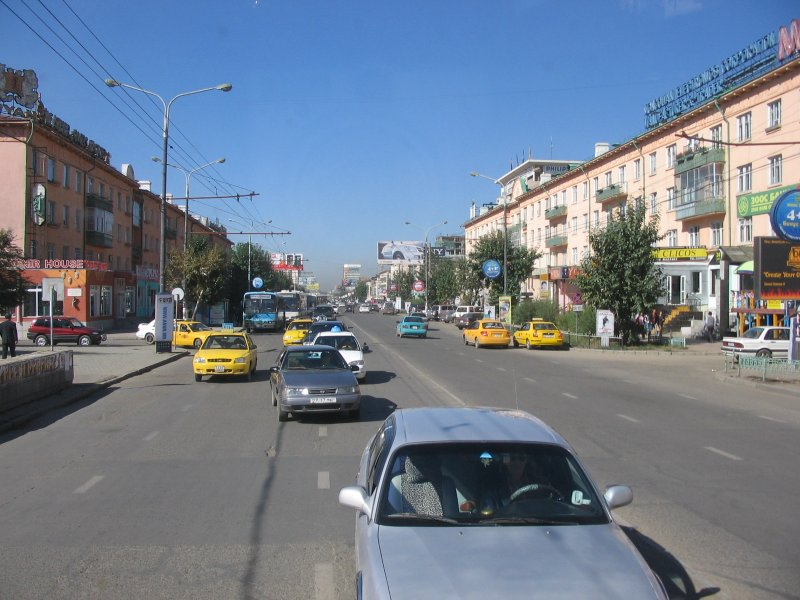
Рух в Улан-Баторі

Місто є транспортним вузлом. Станція Трансмонгольської залізниці. Є міжнародний аеропорт.

### Автобусний транспорт
Більшість автобусів, які працюють в Улан-Баторі, були подаровані урядом Японії на початку 1990-х років XX століття. У 2009 році Монголія придбала у Південної Кореї 400 нових автобусів. Міжміські автобуси з'єднують Улан-Батор з багатьма аймачними центрами. Окрім того, функціонує міжнародний автобусний маршрут Улан-Батор — Улан-Уде, а також Улан-Батор — Іркутськ (Росія).

### Тролейбуси
У місті є розвинена мережа громадського транспорту, зокрема тролейбус (з 1987 року). Тролейбуси 1970-х років виготовлені в СРСР. У найкращі часи в Улан-Баторі було 8 тролейбусних маршрутів, однак залишилось лише 3 діючих, стан наявного парку поганий. Однак останнім часом з'явилось кілька нових машин — частина подарована урядом Москви, частина зібрана в Улан-Баторі з російських та китайських комплектуючих. У 2009 році на лінію вийшли тролейбуси, зібрані монголо-російськими інженерами. Окрім того, в єдиному екземплярі курсує дуобус монгольського виробництва. Водночас шість таких дуобусів придбав уряд Казахстану.

### Таксі
В Улан-Баторі існує тверда такса, за якою оплачують послуги таксі — у січні 2009 року вона складала 500 тугриків за кілометр, оплата здійснюється за спідометром.

### Залізничний транспорт
Центральна залізнична станція розташована за 8 кілометрів від центру міста.

### Авіатранспорт
Міжнародний аеропорт Чингісхан розташований на відстані 20 км від міста. Аеропорт пов'язаний регулярними рейсами з Москвою, Іркутськом, Улан-Уде, Пекіном, а також є прямі рейси в Німеччину, Японію, Південну Корею, США, Індію, Таїланд, Китай. Раніше аеропорт називався Буянт-Ухаа, він був збудований у 1961 році.

### Метрополітен в Улан-Баторі
В Улан-Баторі заплановано будівництво метрополітену. Причиною цього є те, що станом на 2010 рік населення склало 1 млн 240 тисяч чоловік і кожного року зростає на 100 000, що призводить до виникнення транспортних проблем. Наприкінці 2011 року було ухвалено рішення про будівництво метрополітену. Відкриття першої ділянки заплановано на 2020 рік, за іншими даними на 2017 рік.

## Економіка
Улан-Батор виготовляє близько половини валової промислової продукції країни. Промисловість: завод автопричіпів, промкомбінат з переробки тваринної сировини, м'ясокомбінат, металообробна, деревообробна, домобудівна, харчова тощо.

## Культура
В Улан-Баторі діє Державний академічний театр опери та балету Монголії.
Дуже цінні книги зберігаються в Державній публічній бібліотеці. Серед них книги XIII століття, коли в Монголії з'явився ксилографічний спосіб друкування. Їм передували рукописні книги, в тому числі священна книга «Найман мянгат» («Поема у вісім тисяч рядків»), написана на санскриті, в якій замість паперу були використані пальмові листя. Унікальна священна буддійська книга «Сандуй Жуд», виконана в XIX столітті монгольськими майстрами з тонких срібних пластин. Опуклі рядки тексту позолочені. Перші і останні слова на кожній сторінці відлиті з золота, обкладинка прикрашена золотими рельєфними зображеннями Будди. На виготовлення книги пішло 50 кг золота і 400 кг срібла.

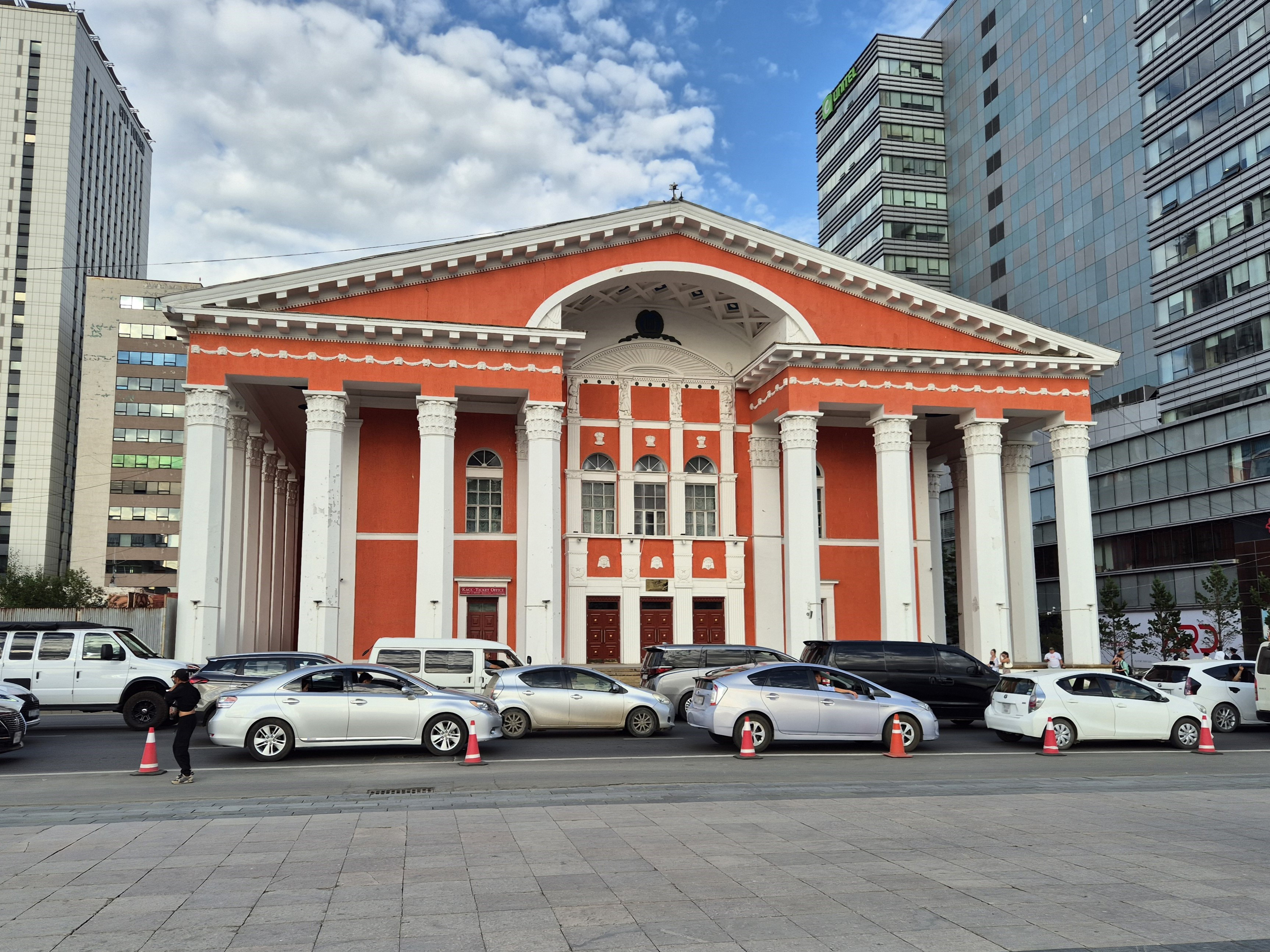
Державний академічний театр опери та балету
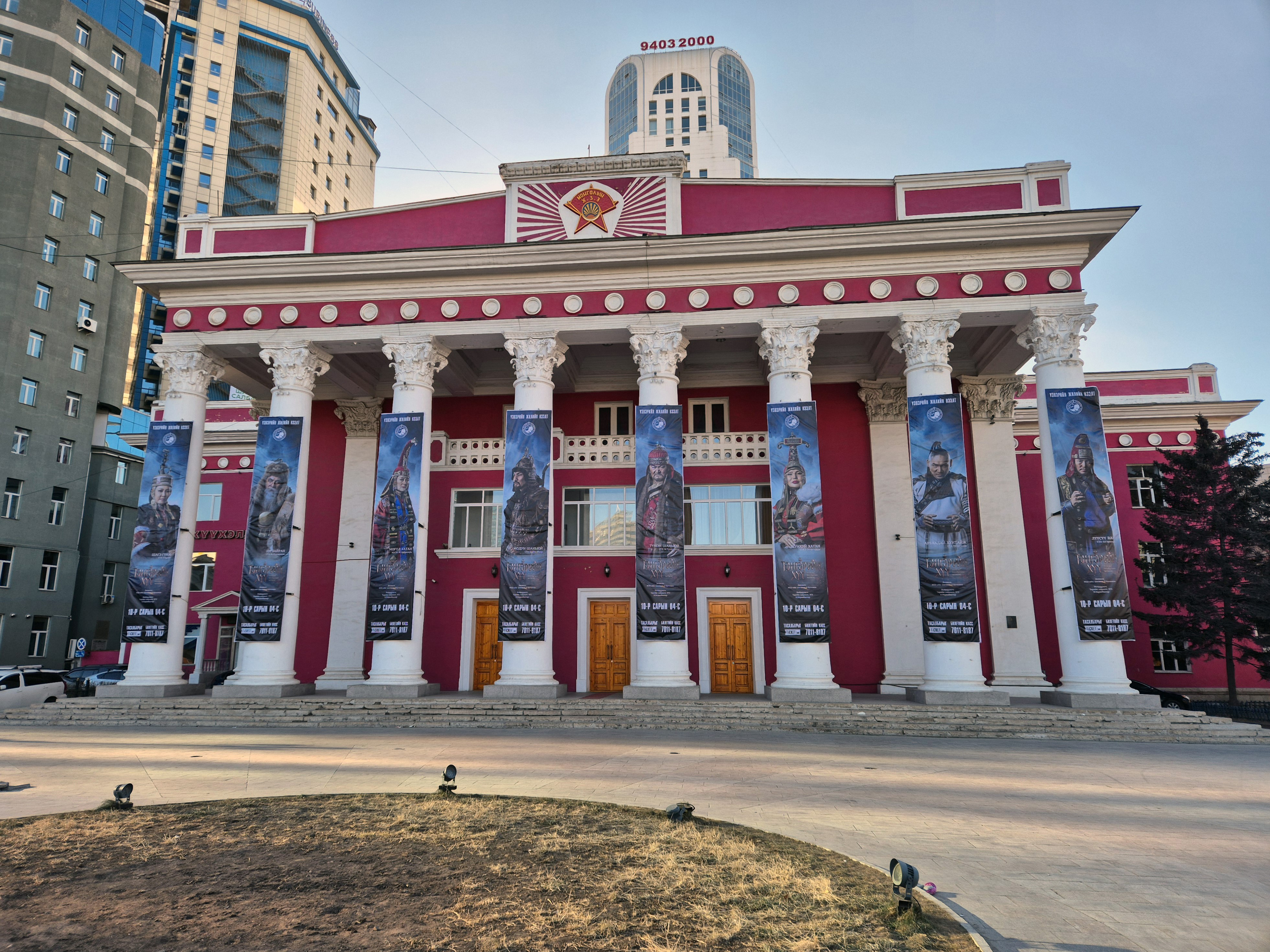
Національний академічний драматичний театр
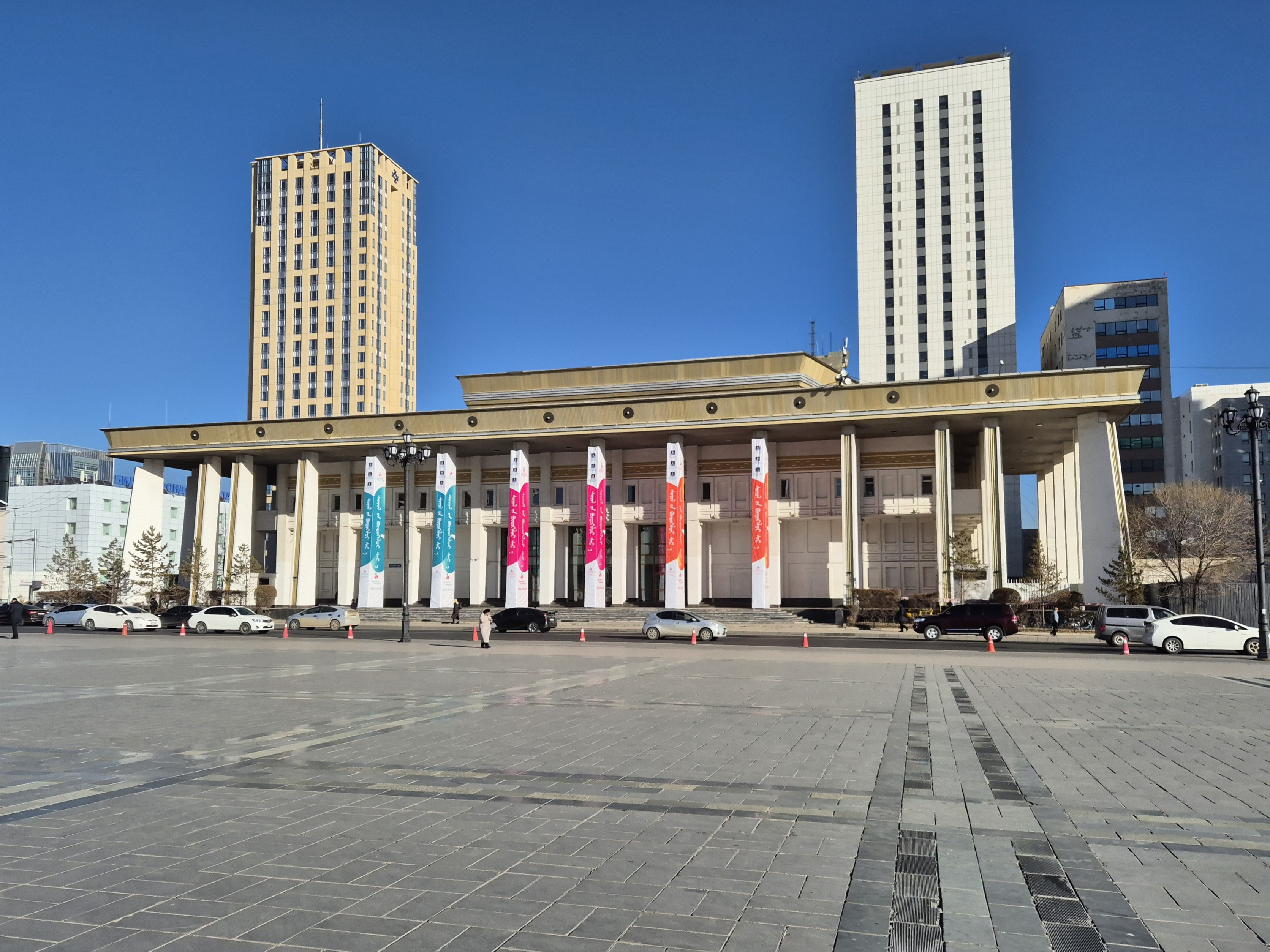
Палац культури
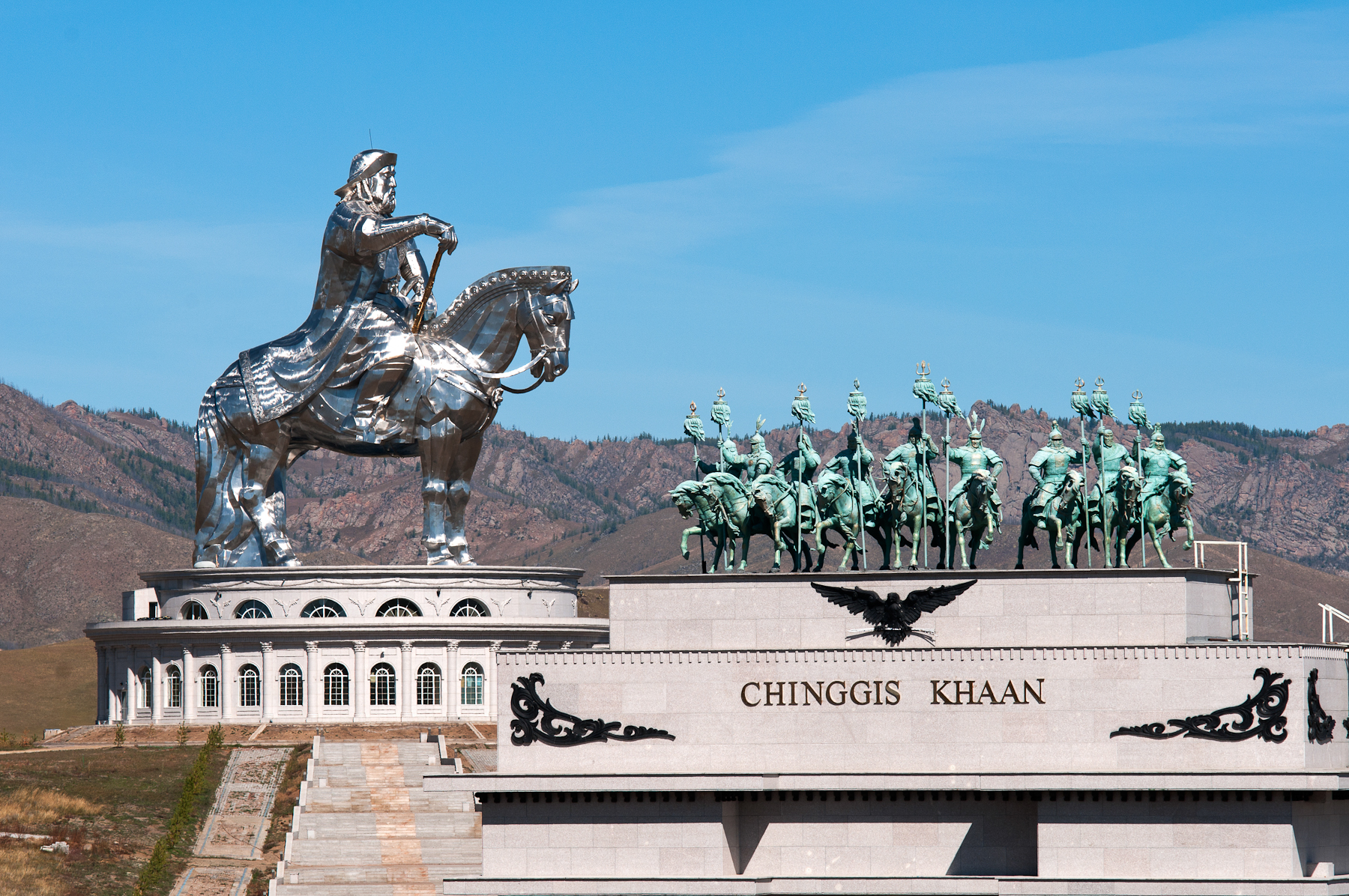
Кінна статуя Чингісхана
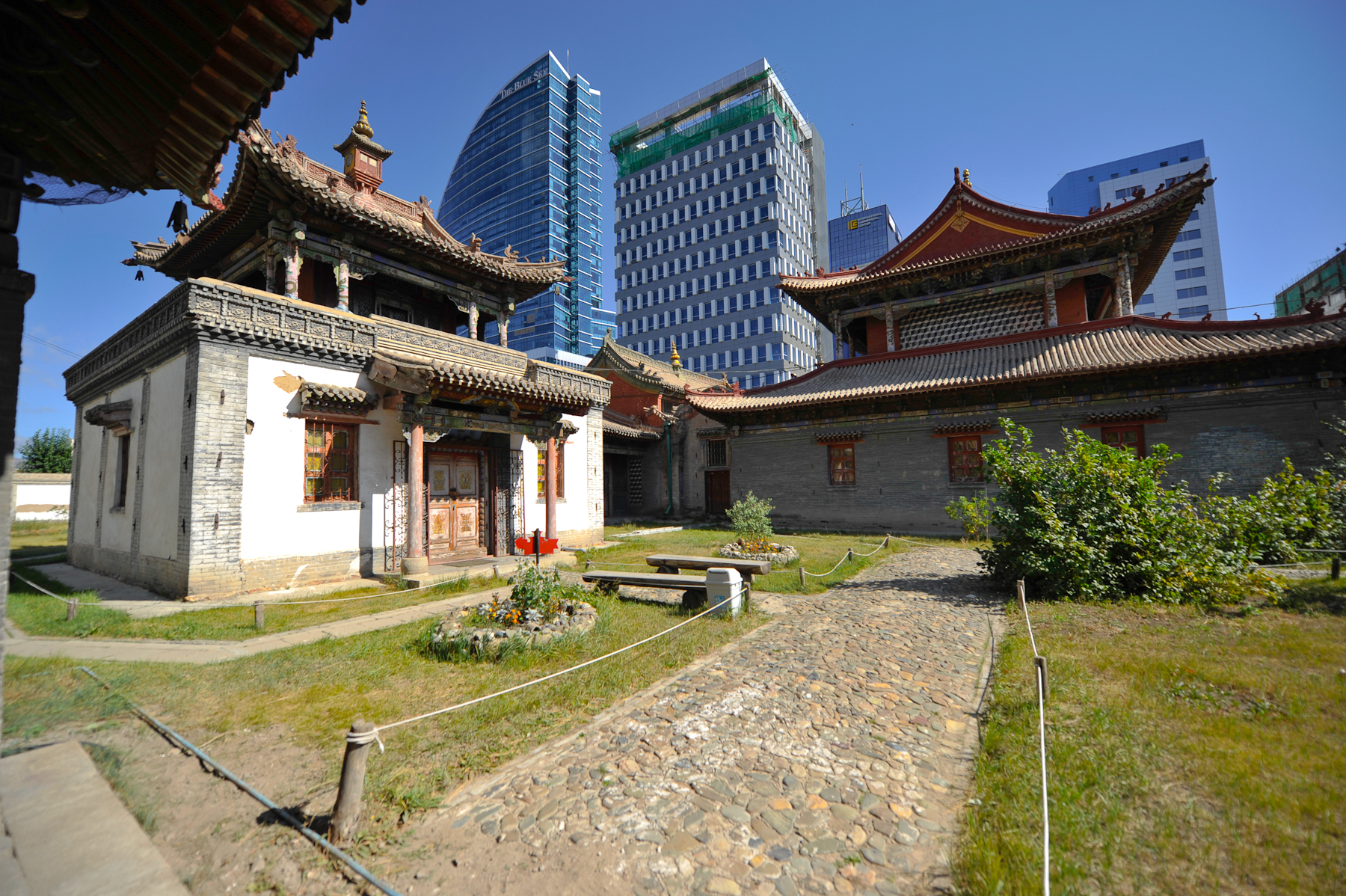
Музей-монастир Чойжин-Лама
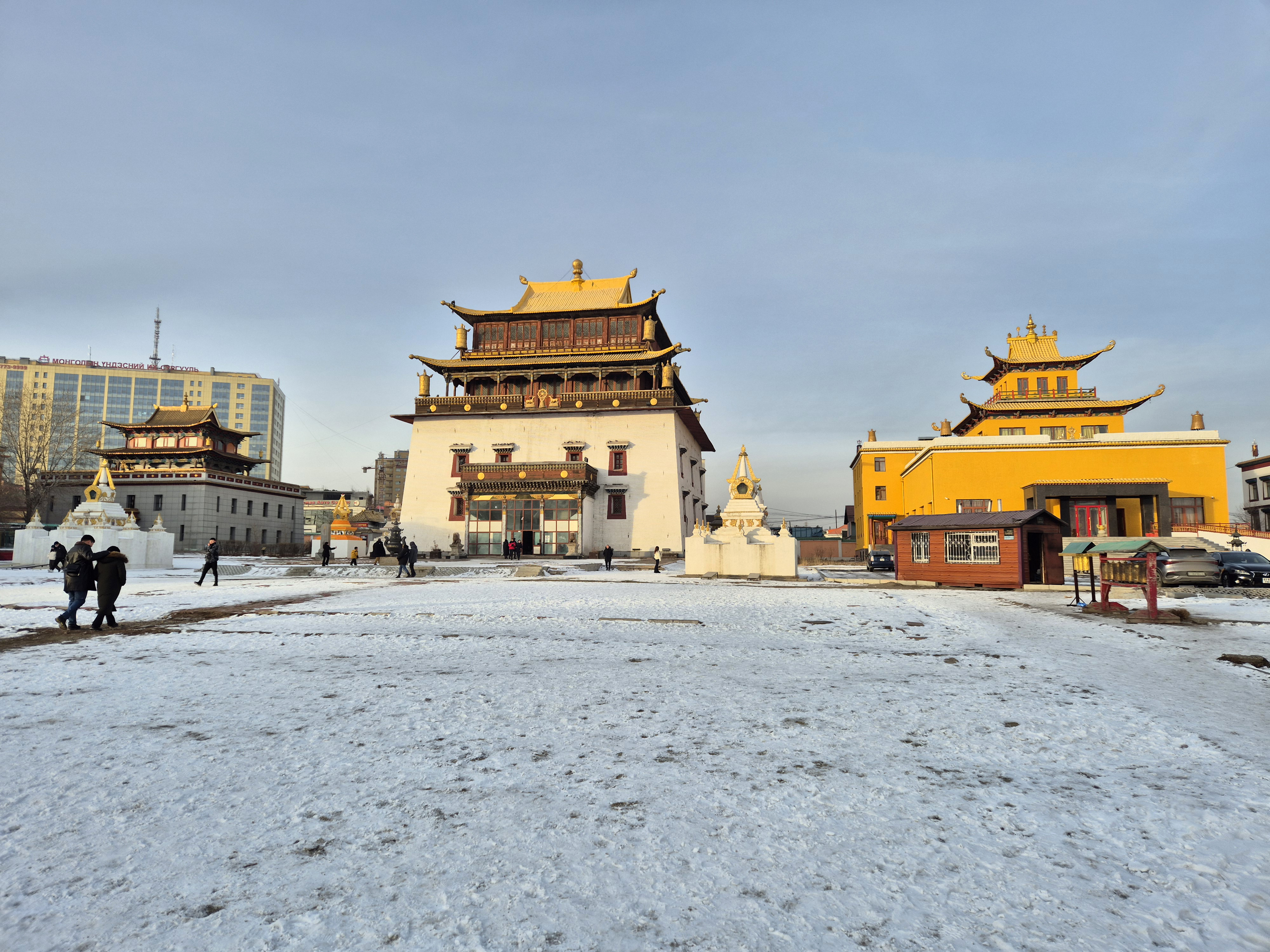
Монастир

### Музеї
В Улан-Баторі функціонує велика кількість музеїв, зокрема:
- Монгольський національний історичний музей — експозиція музею показує історію та культуру монголів від кам'яної доби до сучасності
- Державний центральний музей Монголії — у музеї зібрана велика колекція, яка дозволяє ознайомитись із природою Монголії, а також багата колекція холодної зброї
- Музей-монастир Чойжин-Лама — розташований у храмах монастиря, включає колекцію ритуальних масок Цам
- Палац Богдо-Хана — один із найпопулярніших музеїв Улан-Батора — палац останнього монгольського монарха Богд-Хаана VIII. Колекція нараховує 8124 експонати
- Музей образотворчого мистецтва ім. Дзанабадзара — експонуються предмети з древньої столиці чингізидів Хархоріну (Карокоруму), твори видатного скульптора і художника XVII—XVIII століть Дзанабадзара, а також інших монгольських художників
- Музей національних монгольських костюмів
- Галерея сучасного мистецтва
- Музей Нацагдоржа
- Меморіальний музей жертв політичних репресій
- Музей міста Улан-Батора
- Музей полювання
- Музей історії залізничної техніки
- Монгольський військовий музей
- Будинок М. Реріха в Улан-Баторі
- Театральний музей
- Монгольський інтелектуальний музей
- Музей геології[12]
- Чойжин ламин сум

### Сади та парки
- Ботанічний сад Улан-Батора

### Пам'ятники
- Дашдоржійну Нацагдоржу
- Марко Поло
- Міжіддорджійну Ханддоржу
- Сухе-Батору

## Спорт
В Улан-Баторі діє декілька стадіонів, серед них Національний стадіон Монголії — найбільший стадіон у країні, збудований у 1958 році, розташований в районі Хан-Уул, вміщає 20 000 глядачів, використовується для проведення монгольського свята Надом, а також футбольних матчів, зокрема ігор збірної Монголії з футболу. Також неподалік Улан-Батора у місцевості Яармаг у грудні 2010 року відкрився новий Палац спорту, який було споруджено за рахунок безповоротної допомоги КНР. У жовтні 2002 року було відкрито футбольний центр MFF. На стадіоні є штучне покриття. Місткість стадіону 3500 глядачів. Єдиним монгольським клубом, який брав участь у міжнародних турнірах, є команда «Ерчим» — заснований у 1948 році, 7-разовий чемпіон Монголії. Для клубу будується новий стадіон на 5000 глядачів та нова база. У 2012 році клуб взяв участь у міжнародному турнірі Кубок президента АФК та зайняв 3 місце в групі А та 6 місце в загальному заліку.

## Забруднення повітря
Забруднення повітря є серйозною проблемою в Улан-Баторі, зокрема взимку. Вміст окремих типів дрібних твердих частинок (PM10 і PM2.5) зазвичай перевищує рекомендовані максимальні рівні ВООЗ у десятки разів. Вони також перевищують концентрації, виміряні у промислових містах на півночі Китаю. У зимові місяці дим регулярно затьмарює зір і навіть може спричинити проблеми з повітряним рухом у місцевому аеропорту.
Джерелами забруднення є переважно прості печі, які використовуються для опалення та приготування їжі у гер-районах, а також місцеві електростанції, що працюють на вугіллі. Проблема ускладнюється розташуванням Улан-Батора у долині між відносно високими горами, які захищають місто від зимових вітрів і тим самим перешкоджають циркуляції повітря.

## Релігія

### Буддизм
В Улан-Баторі існує велика кількість діючих буддійських монастирів.
- Монастир Гандан розташовано в центрі міста. Його головною святинею є 26-ти метрова позолочена статуя Мегджида Джанрайсега — бодхісаттви милосердя Авалокитешвара, яка присвячена VIII богдихану.

### Православ'я
В Улан-Баторі розташовано Свято-Троїцьку церкву РПЦ — у 1997 році в ньому відновились богослужіння. Храм відвідує близько 100 православних, які живуть чи працюють у Монголії. Загалом цей єдиний православний храм у Монголії здійснює духовну опіку над 5 тисячами православних росіян, які мешкають у Монголії.

## Відомі люди
- Енхбатин Бадар-Ууган (*1985) — монгольський боксер, олімпійський чемпіон.
- Рінченгін Барсболд (*1935) — монгольський палеонтолог і геолог.
- Намбарин Енхбаяр (*1958) — Президент Монголії з 24 червня 2005 до 18 червня 2009 року.
- Малюта Володимир Ігорович (1941—2022) — радянський та український спеціаліст зі спортивної медицини, головний лікар футбольного клубу «Динамо» (Київ), голова медичного центру клубу, кандидат медичних наук, заслужений лікар УРСР (1986).
- Пономаренко Олександр Іванович (1942—2022) — український науковець-прикладний математик, педагог, соросівський професор.
- Баттулга Халтмаагійн — Президент Монголії з 10 липня 2017 року.
- Федінчик Андрій Григорович (*1985) — український актор театру, кіно та дубляжу.

## Міста-побратими

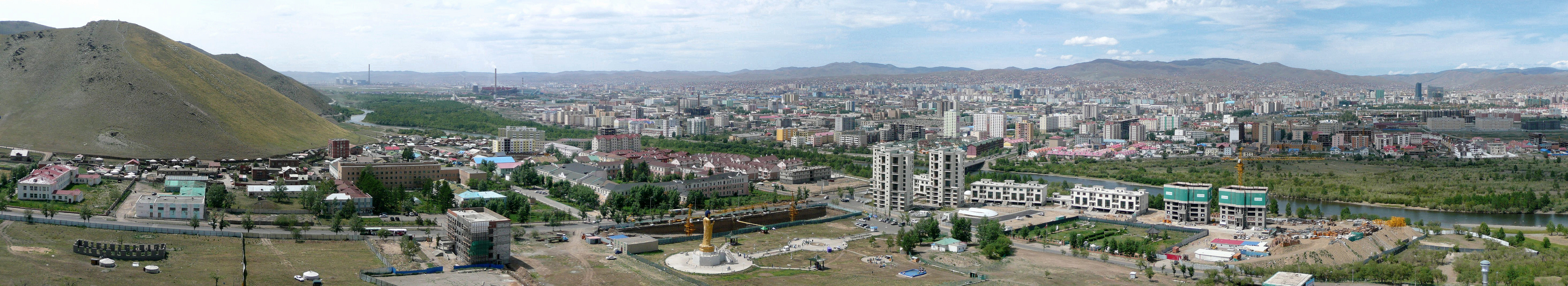

- Київ, Україна
- Анкара, Туреччина
- Анкоридж, США
- Аоморі, Японія
- Бангкок, Таїланд
- Барселона, Іспанія
- Берлін, Німеччина
- Бонн, Німеччина
- Брюссель, Бельгія
- Веллінгтон, Нова Зеландія
- Владивосток, Росія
- Гавана, Куба
- Гельсінкі, Фінляндія
- Голд-Кост, Австралія
- Гонконг, Китай
- Делі, Індія
- Денвер, США
- Еліста, Росія
- Інчхон, Південна Корея
- Іркутськ, Росія
- Клітті, Велика Британія
- Красноярськ, Росія
- Куала-Лумпур, Малайзія
- Лідс, Велика Британія
- Маарду, Естонія
- Міякоджіма, Японія
- Москва, Росія
- Мост, Чехія
- Нам'янджу, Південна Корея
- Ош, Киргизстан
- Пекін, Китай
- Пхеньян, Північна Корея
- Ітабасі, Японія
- Самарканд, Узбекистан
- Санкт-Петербург, Росія
- Сан-Франциско, США
- Саппоро, Японія
- Сеул, Південна Корея
- Стокгольм, Швеція
- Стремсунд, Швеція
- Тайбей, Тайвань
- Токіо, Японія
- Тяньцзінь, Китай
- Улан-Уде, Росія
- Фукуяма, Японія
- Ханой, В'єтнам
- Хорнінгсі, Велика Британія
- Хух-Хото, Китай